# Hans Krumpper
Hans Krumpper (Weilheim in Oberbayern, verso il 1570 – Monaco di Baviera, fra il 7 e il 14 maggio 1634) è stato uno scultore, stuccatore e architetto tedesco.
A partire dal 1584 Krumpper risulta attivo per la corte bavarese, presso la quale prese il posto di Federico Sustris nel 1599, divenendo quindi capo scultore della corte nel 1609. Fu al servizio dei duchi di Baviera Guglielmo V e Massimiliano I. Con le sue sculture egli sviluppò il linguaggio plastico tipico del barocco bavarese a partire dal manierismo di influsso olandese e italiano.
Fra le sue opere più importanti appartengono vari lavori per la Residenza di Monaco di Baviera: le pregevoli decorazioni in stucco, la statua della Patrona Bavariae per la facciata sulla Residenzstraße, la fontana dei Wittelsbach nel Brunnenhof, la statua che corona il Tempio di Diana nell'Hofgarten. Sempre a Monaco di Baviera, Krumpper realizzò nel 1622 la parte superiore del monumento funebre di Ludovico IV all'interno della Frauenkirche, nonché gli epitaffi nelle chiese dello Spirito Santo e di Ognissanti. Il suo capolavoro, edificato fra il 1621 e il 1623, fu la chiesa dei Minimi (Paulanerkirche) a Monaco di Baviera, la quale venne demolita nel 1902. Nello stesso periodo egli lavorò ai progetti per la ristrutturazione del duomo di Frisinga, che però non furono mai realizzati.

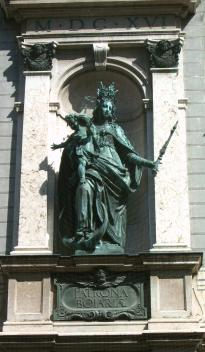
La statua della Patrona Bavariae sulla facciata della Residenza.
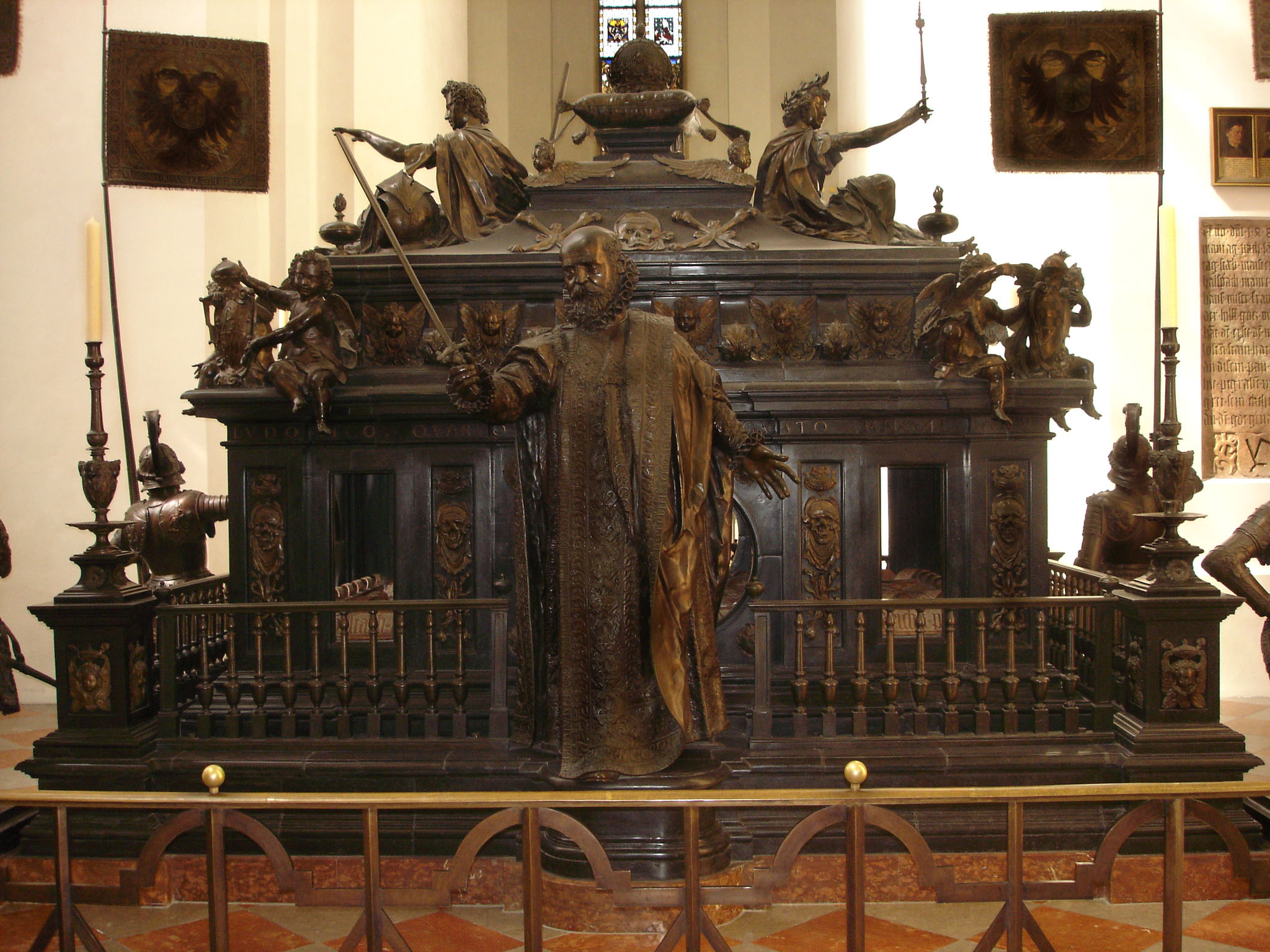
Il cenotafio Ludovico IV all'interno della Frauenkirche.
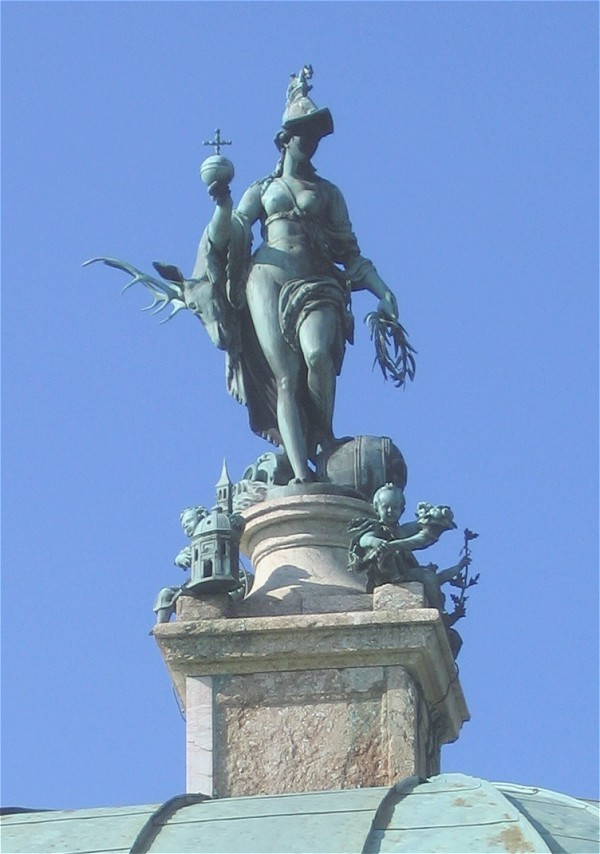
Figura in bronzo sul tetto del Tempio di Diana nell'Hofgarten.